# ماوة (قيلاب)
ماوة (بالفارسية: موه) هي منطقة سكنية تقع في قسم قيلاب الريفي، بمقاطعة أنديمشك التابعة لمحافظة خوزستان، إيران. يقدر عدد سكانها بـ 30 نسمة حسب الإحصاء السكاني الذي تمّ في عام 2006.